# Kayo Someya
Pour les articles homonymes, voir Someya.
Kayo Someya est une karatéka japonaise née le 14 mai 1991. Elle a remporté la médaille d'or en kumite moins de 68 kg aux championnats du monde de karaté 2012 à Paris et aux Jeux mondiaux de 2013 à Cali.